# Raimondo Berengario I di Barcellona
Raimondo Berengario, detto il Vecchio (el Viejo). Raimond Bérenger in francese, Ramon Berenguer in catalano, Ramón Berenguer in spagnolo, Remón Berenguer in aragonese e Raimundo Berenguer in portoghese e in galiziano. Raimundus Berengarius in latino (1023 – Barcellona, 26 maggio 1076), fu conte di Barcellona e Gerona (1035-1076) e di Osona dal 1054 e conte di Carcassonne dal 1069 alla sua morte.

## Origine
Come ci conferma l'Ex Gestis Comitum Barcinonensium, era il figlio maschio primogenito del conte di Barcellona, Gerona, Osona, Berengario Raimondo I e della sua prima moglie., Sancha Sánchez di Castiglia, che, secondo lo storico medievalista spagnolo Fray Justo Pérez de Urbel y Santiago (Justo Pérez de Urbel), era figlia del conte di Castiglia Sancho Garcés e della moglie Urraca Gomez.
Berengario Raimondo I di Barcellona, come ci conferma a Crónica de San Juan de la Peña, era il figlio maschio primogenito del conte di Barcellona, Gerona, Osona Borrell II e della moglie Ermesinda di Carcassonne, che secondo il documento XIV della España sagrada. Tomo XXIX. Appendice era la figlia ultimogenita del conte di Carcassonne Ruggero I di Comminges il Vecchio (930/940-dopo l'aprile 1011) e di Adelaide di Gevaudan, identificata con Adelaide di Melgueil (953-circa 1011) figlia di Bernardo Conte di Melgueil e della moglie Sénégonde di Rouergue o Adelaide di Rouergue (949-dopo il 1011), figlia di Baldovino di Pons e di una contessa di Rouergue.

## Biografia
Succedette al padre, come era stato previsto dal testamento redatto da Berengario Raimondo I a febbraio del 1035 e con il quale divise il suo dominio in tre parti:
- a Raimondo Berengario andarono le contee di Barcellona e di Gerona fino al fiume Llobregat
- a Sancho, detto Sancho d'Olèrdola, una parte delle contee di Barcellona e di Gerona tra il fiume Llobregat e il confine con al-Andalus, denominata contea di Penedès, con capitale la cittadina di Olèrdola
- a Guglielmo, unitamente alla madre Guisla de Lluça (seconda moglie di Berengario Raimondo I), la contea di Osona

Dopo la morte di suo padre, avvenuta nel mese di maggio del 1035, come ci confermano gli Annales Barcinonenses, Raimondo Berengario I gli successe, sotto la reggenza della nonna Ermesinda, che continuò la politica paterna di buon vicinato con tutti, inclusi i Mori. Raggiunta la maggiore età continuò a governare sotto tutela della nonna, almeno sino al 1041, quando la nonna fu relegata nella contea di Girona.
Lo storico catalano Pròsper de Bofarull i Mascaró, facendo riferimento ad un documento, datato 14 novembre 1039, scrive, che Raimondo Berengario, a Barcellona, sposò Elisabetta (Isabella, prima del matrimonio) (circa 1025-29 giugno 1050 confermata da un necrologio del monastero di Santa Maria di Ripoll, citato dal Bofarull), che sempre, secondo Bofarull, poteva essere figlia del visconte d'Albi e di Nîmes, Raimondo Bernardo Trencavel, oppure di un nobile catalano, Guglielmo Bernardo di Odena, ambedue con una moglie di nome Ermengarda.
Nel 1040 iniziò una ribellione di Mir Geribert, figlio di Geriberto, visconte di Barcellona e di Ermengarda di Barcellona (figlia del conte di Barcellona Borrell) che si autoproclamò principe d'Olèrdola, che Raimondo Berengario riuscì a stroncare solo nel 1059, costringendo Mir Geribert a rifugiarsi a Tortosa dove nel 1060 morì.
Dall'anno in cui cominciò a governare da solo, secondo Bofarull, iniziò una politica di espansione sia a sud, conquistando territori di al-Andalus, fino alla città di Barbastro, approfittando della debolezza dei regni di Taifa, in seguito alla dissoluzione del califfato di al-Andalus, sia a nerd dei Pirenei, conquistando le contee di Carcassonne e Razès e, nel 1044, attaccò Raimondo Goffredo, Conte di Cerdanya, che portò la contea di Barcellona a essere considerata la contea più influente di tutta la Catalogna.

Secondo il documento CCXXXV della Marca Hispanica sive Limes Hispanicus, del 1050 circa si accordò con il cugino Ermengol III, Conte d'Urgell, per combattere il conte di Cerdagna Raimondo Goffredo.
Nel 1049 entrò in possesso dei territori che il padre aveva lasciato al fratello Sancho, che in quell'anno rinunciò alla contea e, nel 1050, si fece monaco a Saint-Pons-de-Thomières, nel Conflent.
Essendo morta (1050), probabilmente di parto, la moglie Elisabetta (il Bofarull cita un documento di donazione fatta, in suffragio dell'anima della moglie, al monastero di Santa Maria di Ripoll da Raimondo Berengario I, il 28 settembre 1050), all'inizio del 1051 (prima del 26 marzo, data in cui Raimondo e Bianca risultavano già sposati), Raimondo Berengario si sposò, in seconde nozze, con Bianca (?-dopo il 12 novembre 1076, perché ricordata nel testamento di Raimondo Berengario).
Raimondo Berengario I ripudiò Bianca l'anno seguente (1052), dopo aver incontrato la contessa di Tolosa.
Nell'estate del 1053 (dopo il 29 giugno; in quella data, secondo il documento nº 235 del volume V delle Preuves de l'Histoire Générale de Languedoc, Almodis suggerì al marito, il conte di Tolosa Ponzio, di codificare l'unione delle abbazie di Cluny, che avrebbe avuto la preminenza, e di Moissac. Tale avvenimento viene ricordato anche dal documento nº 3344 delle Chartes de l'abbaye de Cluny del 29 giugno 1053), Raimondo Berengario I fece rapire, dal suo alleato, l'emiro musulmano di Tortosa, la moglie di Ponzio conte di Tolosa, Almodis de La Marche, figlia di Bernardo I de la Marche (circa 991 - 16 giugno 1047) conte de la Marche e di Amelia de Rasés (? - † 1053). Il nome della madre è ripreso da un documento del 1053 ("Almodis comitissa, filia que es Amelie comitisse") è citato dallo storico José Enrique Ruiz Domenec nel suo libro Quan els vescomtes de Barcelona eren (Barcelona, 2006) a pag. 320; l'emiro di Tortosa, con una flotta musulmana assalì Narbona e rapì la contessa di Tolosa, che fu portata a Barcellona, dove Raimondo Berengario la convinse a diventare la sua amante e quindi, tra il 1053 e il 1054, a sposarlo, pur essendo ancora in vita i rispettivi consorti, il secondo marito di Almodis, Ponzio, che nel 1053 aveva ripudiato Almodis de La Marche, il primo marito di Almodis, Ugo V di Lusignano e la moglie di Raimondo Berengario, Bianca, che si appellò al papa Vittore II che, su suggerimento della nonna di Raimondo, Ermesinda, nel 1056, scomunicò entrambi, Raimondo Berengario ed Almodis.

La penisola iberica nel 1050 circa. Al-Andalus è diviso in circa venticinque emirati (regni di Taifa)

Nel 1054 Raimondo Berengario entrò in possesso della contea di Osona, quando la matrigna, Guisla, che, unitamente al figlio Guglielmo, aveva ereditato la contea alla morte di Berengario Raimondo, si sposò, in seconde nozze, con il visconte di Barcellona, Udalardo II, e dovette rinunciare alla contea a favore del figlio Guglielmo, il quale a sua volta rinunciò a favore del fratellastro, Raimondo Berengario I.
Tra il 1064 e il 1069 impose la Pace di Dio e fece pubblicare, in catalano, gli Usatges, il più antico codice feudale che si conosca, che codificava il processo di feudalizzazione iniziato da suo padre. Questi codici poi furono modificati ed integrati con la giuresprudenza romana dai sovrani successivi.
Inoltre riuscì a imporre tributi ai (regni di Taifa) di Lérida, Tortosa e Saragozza.
Verso il 1069, secondo l'Inquisitio circa comitatum Carcassonæ quomodo pervenerit ad comites Barcinonenses, Raimondo Berengario I acquistò il titolo e i diritti della contea di Carcassonne da Guglielmo I di Cerdagna, dopo che era morta la moglie, la contessa di Carcassonne, Adelaide.
Assieme ad Almodis, per sostituire la vecchia basilica di Barcellona, distrutta molto probabilmente da Almanzor, continuò la costruzione della Cattedrale romanica di Barcellona di cui alcuni particolari sono presenti nella attuale cattedrale gotica.
Almodis compare citata in due documenti di donazione, assieme al terzo marito, Raimondo: una prima volta, nel 1054, nella Colleció Diplomática de la casa de Temple de Barberà; una seconda volta nel documento n° CCLXXIV, del Cartulaire de l'abbaye de Lérins, 1ère partie, del 1068.
Nel 1071, secondo il documenti n° 301 del Preuves delle Histoire générale de Languedoc, Tomus V, fu risolto il contenzioso sorto, tra Raimondo Berengario I e il conte di Tolosa Guglielmo IV, che era figlio di sua moglie Almodis, circa il castello di Laurago.
In quello stesso anno, Pietro Raimondo (1050-1073), figlio e legittimo erede di Raimondo Berengario e della prima moglie, Isabella, che era molto affezionato ad Almodis, la quale gli aveva fatto da madre, quando si rese conto che la matrigna si adoperava affinché il titolo passasse ai suoi due figli, i gemelli Raimondo Berengario e Berengario Raimondo, l'assassinò, strangolandola. L'avvenimento è confermato dal Los Condes de Barcelona Vindicados, Tomos II, che cita il necrologio del monastero di San Cucufate il giorno 17 novembre
Pietro Raimondo per il suo crimine fu diseredato ed esiliato, ed anche papa Gregorio VII, appena eletto, nel 1073 gli inflisse una penitenza per l'uccisione della matrigna.
Raimondo Berengario I morì il 26 maggio 1076, come ci confermano gli Annales Barcinonenses e il Necrologium Gerundensem, lasciando il titolo di conte di Barcellona ai due figli gemelli Raimondo Berengario e Berengario Raimondo, come conferma il testamento pubblicato il 12 novembre 1076.
Il sepolcro di Raimondo Berengario si trova nella Cattedrale di Sant'Eulalia di Barcellona, accanto a quello della terza moglie, Almodis de La Marche.

## Discendenza
Raimondo Berengario I ebbe da Isabella tre figli, da Bianca nessuno e da Almodis cinque figli..
Da Isabella ebbe:
- Berengario di Barcellona[33], (? - circa 1045)
- Arnau di Barcellonaref [33] (? - circa 1045)
- Pietro Raimondo di Barcellona (1050 - dopo il 1073), che controfirmò una donazione nel 1068[27], poi, nel 1071, uccise la matrigna Almodis[29] e, nel 1073, per l'omicidio gli fu inflitta una penitenza dal papa Gregorio VII[31]. Morì esule in Castiglia (in Hispania), senza discendenza[29].

Da Almodis ebbe:
- Raimondo Berengario II el Cap d'Estopes ("Testa di Stoppia")[34] (1054-1082, assassinato, sembra da un uomo della sua scorta in un bosco nei pressi di Barcellona), conte di Barcellona
- Berengario Raimondo II el Fratricida ("il Fratricida")[34] (1054-1097, a cui la voce popolare addebitò l'omicidio del fratello), conte di Barcellona e crociato in Terra santa
- Arnaldo Pietro (circa 1054-tra il 2 gennaio 1068 e il 12 novembre 1076), citata in due documenti di donazione, assieme ai genitori: una prima volta, nel 1054, nella Colleció Diplomática de la casa de Temple de Barberà[26]; una seconda volta nel documento n° CCLXXIV, del Cartulaire de l'abbaye de Lérins, 1ère partie, del 1068[27], ma non citato nel testamento del padre
- Inès o Agnese di Barcellona (circa 1056 - prima del 12 novembre 1076), che sposò, il 10 maggio 1070, il conte Ghigo II d'Albon, figlio di Ghigo I d'Albon e di Gotelene. Entrambi i coniugi non furono citati nel testamento di Raimondo Berengario I[15]
- Sancha (circa 1058- dopo il 13 aprile 1102 in questa data è ricordata nel testamento del figlio, Guglielmo Giordano di Cerdanya[35]), che, secondo le Europäische Stammtafeln[36], vol III, 137 (non consultate), sposò, dopo il 12 novembre 1076, il Conte di Cerdanya Guglielmo Raimondo I (?- circa 1095) figlio del conte Raimondo Goffredo e di Adelaide[15].

## Raimondo Berengario I nella letteratura
Raimondo Berengario I è il protagonista del romanzo Il signore di Barcellona (Te daré la tierra) di Chufo Lloréns.

## Ascendenza
|                                     |                  |                           | Genitori                 |  |  | Nonni |  |  | Bisnonni               |  |  | Trisnonni           |  |
|                                     |                  |                           |                          |  |  |       |  |  | Sunyer I di Barcellona |  |  | Goffredo il Villoso |  |
|                                     |                  |                           |                          |  |  |       |  |  | Sunyer I di Barcellona |  |  | Goffredo il Villoso |  |
|                                     |                  | Guinidilda d'Empúries     |                          |  |  |       |  |  | Sunyer I di Barcellona |  |  |                     |  |
| Borrell II di Barcellona            |                  |                           |                          |  |  |       |  |  | Sunyer I di Barcellona |  |  |                     |  |
|                                     |                  | Riquilda di Rouergue      | Ermengardo I di Rouergue |  |  |       |  |  |                        |  |  |                     |  |
|                                     |                  | Riquilda di Rouergue      | Ermengardo I di Rouergue |  |  |       |  |  |                        |  |  |                     |  |
|                                     |                  | Riquilda di Rouergue      | Adelaide                 |  |  |       |  |  |                        |  |  |                     |  |
| Berengario Raimondo I di Barcellona |                  | Riquilda di Rouergue      |                          |  |  |       |  |  |                        |  |  |                     |  |
|                                     |                  | Ruggero I di Comminges    | Arnaldo di Comminges     |  |  |       |  |  |                        |  |  |                     |  |
|                                     |                  | Ruggero I di Comminges    | Arnaldo di Comminges     |  |  |       |  |  |                        |  |  |                     |  |
|                                     |                  | Ruggero I di Comminges    | Arsinda di Carcassonne   |  |  |       |  |  |                        |  |  |                     |  |
| Ermesinda di Carcassonne            |                  | Ruggero I di Comminges    |                          |  |  |       |  |  |                        |  |  |                     |  |
|                                     |                  | Adelaide di Gévaudan      | Bernardo di Melgueil     |  |  |       |  |  |                        |  |  |                     |  |
|                                     |                  | Adelaide di Gévaudan      | Bernardo di Melgueil     |  |  |       |  |  |                        |  |  |                     |  |
|                                     |                  | Adelaide di Gévaudan      | Sénégonde di Rouergue    |  |  |       |  |  |                        |  |  |                     |  |
| Raimondo Berengario I di Barcellona |                  | Adelaide di Gévaudan      |                          |  |  |       |  |  |                        |  |  |                     |  |
|                                     | García Fernández | Ferdinando Gonzales       |                          |  |  |       |  |  |                        |  |  |                     |  |
|                                     | García Fernández | Ferdinando Gonzales       |                          |  |  |       |  |  |                        |  |  |                     |  |
|                                     | García Fernández | Sancha Sánchez di Navarra |                          |  |  |       |  |  |                        |  |  |                     |  |
| Sancho Garcés                       | García Fernández |                           |                          |  |  |       |  |  |                        |  |  |                     |  |
|                                     |                  | Ava di Ribagorza          | Raimondo II di Ribagorza |  |  |       |  |  |                        |  |  |                     |  |
|                                     |                  | Ava di Ribagorza          | Raimondo II di Ribagorza |  |  |       |  |  |                        |  |  |                     |  |
|                                     |                  | Ava di Ribagorza          | Garsenda di Fezensac     |  |  |       |  |  |                        |  |  |                     |  |
| Sancha Sánchez di Castiglia         |                  | Ava di Ribagorza          |                          |  |  |       |  |  |                        |  |  |                     |  |
|                                     |                  | Gómez Diaz di Saldaña     | …                        |  |  |       |  |  |                        |  |  |                     |  |
|                                     |                  | Gómez Diaz di Saldaña     | …                        |  |  |       |  |  |                        |  |  |                     |  |
|                                     |                  | Gómez Diaz di Saldaña     | …                        |  |  |       |  |  |                        |  |  |                     |  |
| Urraca Gomez                        |                  | Gómez Diaz di Saldaña     |                          |  |  |       |  |  |                        |  |  |                     |  |
|                                     |                  | …                         | …                        |  |  |       |  |  |                        |  |  |                     |  |
|                                     |                  | …                         | …                        |  |  |       |  |  |                        |  |  |                     |  |
|                                     |                  | …                         | …                        |  |  |       |  |  |                        |  |  |                     |  |
|                                     |                  | …                         |                          |  |  |       |  |  |                        |  |  |                     |  |

## Galleria d'immagini

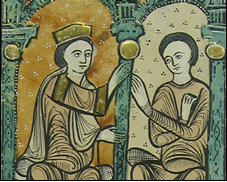
Raimondo Berengario e Almodis de La Marche
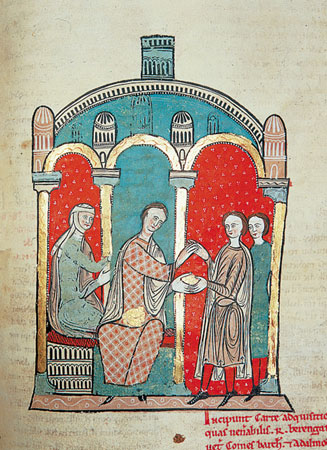
Raimondo Berengario I e sua moglie, Almodis de La Marche, pagano 2000 once in monete d'oro a Raimondo di Cerdagna e Adelaide, conte e contessa di Cerdagna, per i loro diritti su Carcassonne, nel 1067
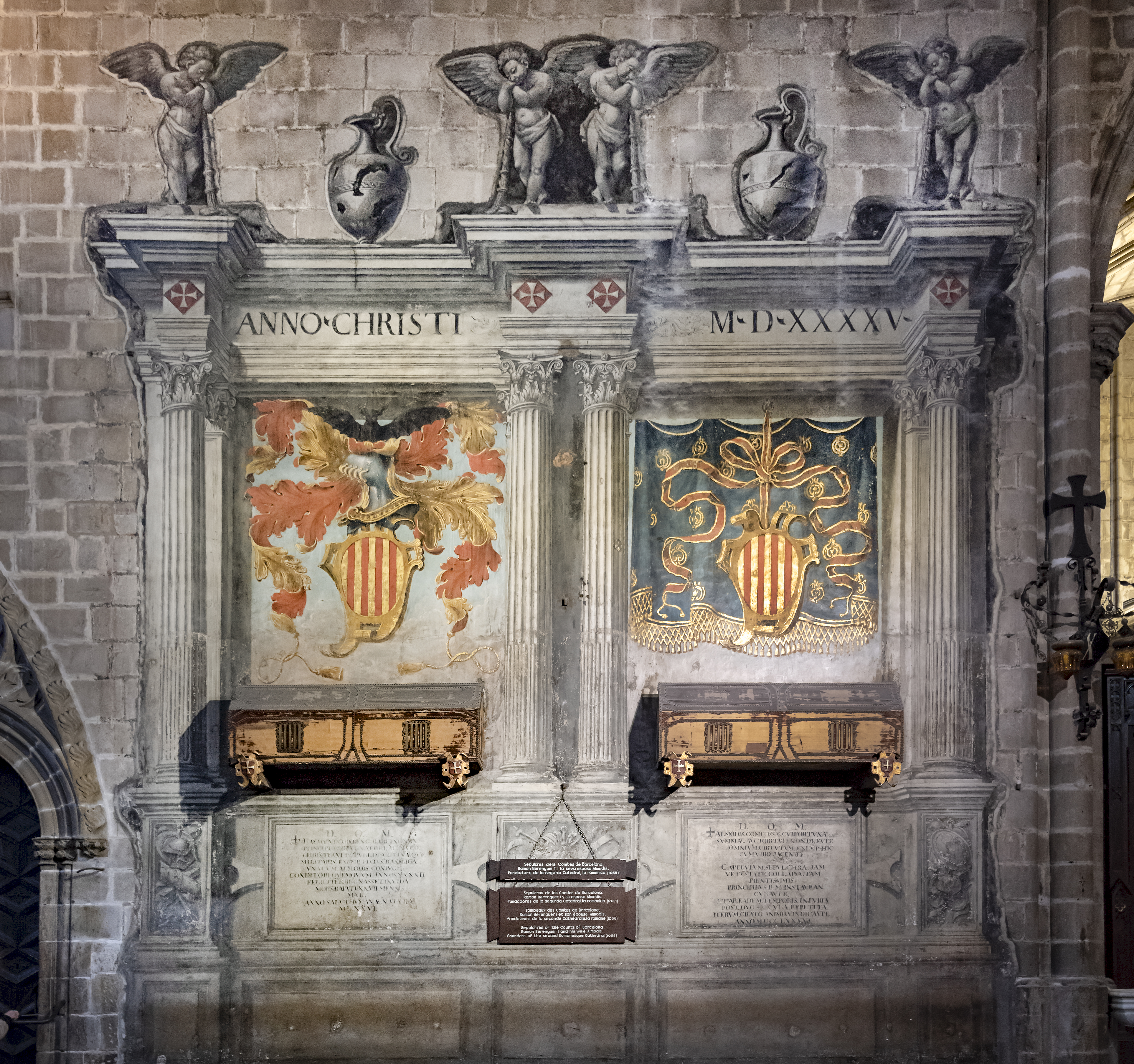
I sepolcri di Raimondo Berengario I di Barcellona e Almodis de La Marche. Cattedrale di Sant'Eulalia di Barcellona
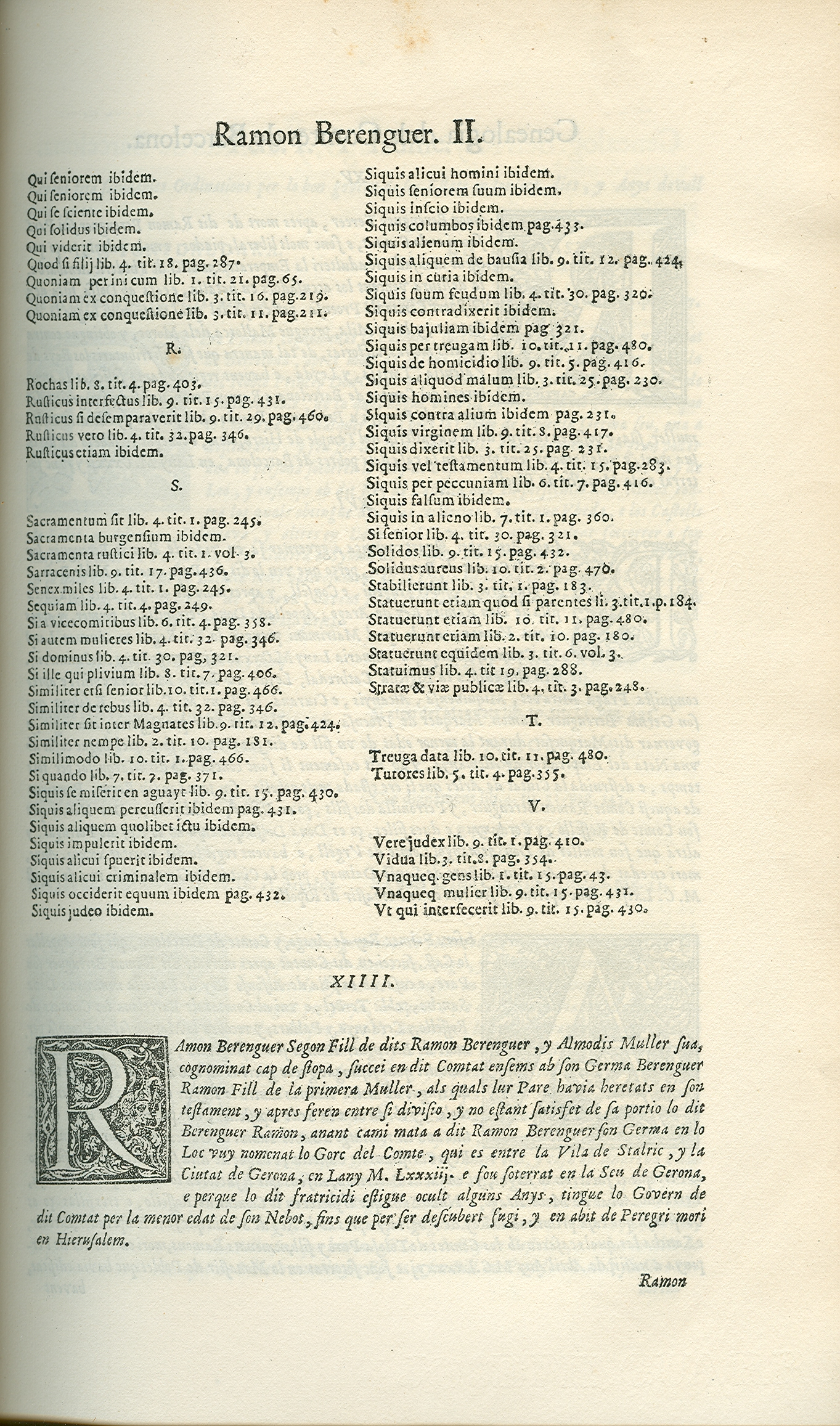
Genealogia de Raimondo Berengario I e Almodis de La Marche
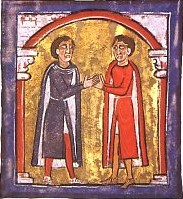
Raimondo Berengario e Ermengol III di Urgell

### Fonti primarie
- (LA)  Chronicon sancti Maxentii Pictavensis, Chroniques des Eglises d'Anjou.
- (LA)  Cartulaire de l'abbaye de Lérins, 1ère partie.
- (LA)  Rerum Gallicarum et Francicarum Scriptores, tomus XI.
- (LA)  Rerum Gallicarum et Francicarum Scriptores, tomus XII.
- (LA)  España Sagrada Tomo XLIII.
- (LA)  España Sagrada, Tome XXIX.
- (LA)  Monumenta Germaniae Historica, Scriptores, Tomus XXIII.
- (LA)  Preuves de l'Histoire Générale de Languedoc, tome V.
- (LA)  Chartes de l'abbaye de Cluny.

### Letteratura storiografica
- Rafael Altamira, Il califfato occidentale, in "Storia del mondo medievale", vol. II, 1999, pp. 477–515
- Harold Dexter Hazeltine, Il diritto romano e il diritto canonico nel medioevo, in "Storia del mondo medievale", vol. V, 1999, pp. 295–369
- Rafael Altamira, La Spagna (1031-1248), in "Storia del mondo medievale", vol. V, 1999, pp. 865–896
- (ES)  Los Condes de Barcelona Vindicados, Tomos II.
- (LA)  Marca Hispanica.
- (CA)  Crónica de San Juan de la Peña.